# Nakléřov
Nakléřov (deutsch Nollendorf) ist eine Grundsiedlungseinheit der Gemeinde Petrovice (deutsch Peterswald) im Bezirk Aussig in Tschechien. Sie gehört zum Ortsteil Krásný Les (deutsch Schönwald).

## Geografische Lage
Der Ort liegt auf dem Kamm des Osterzgebirges in einer Höhe von etwa 680 m. Geologisch gesehen endet westlich von Nakléřov das Erzgebirge, die Untergrundgesteine (Gneis, Granit) gehen in die Sandsteine des Elbsandsteingebirges über. Die kleine Ansiedlung liegt in einer Quellmulde westlich der Nakléřovská vyšina (Nollendorfer Höhe). Der Dorfbach mündet nach wenigen Kilometern in den Jílovský potok (Eulabach), welcher unmittelbar nördlich von Nakléřov entspringt.

## Geschichte

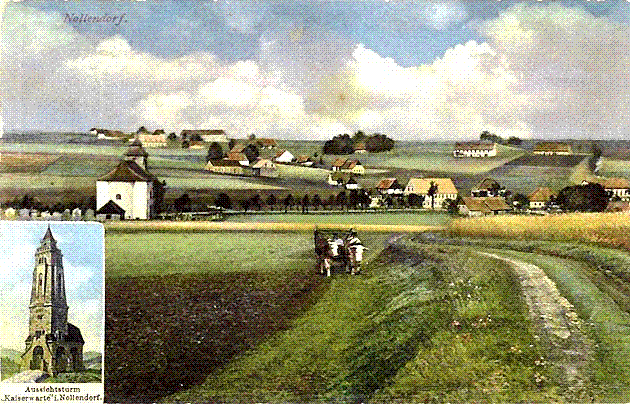
Ortsansicht von 1920

Der Ort wurde nach dem Fund kleinerer Gold- und Silbervorkommen um 1100 etwa zeitgleich mit Zinnwald und Graupen gegründet. Die erste urkundliche Erwähnung erfolgte 1382 als Naklerzow. Weitere Schreibweisen waren Nagleri villa (1405), Noildorf (1551), Nolndorf (1594) und Nahlendorf (1604). Trotz der Erzfunde scheint der Bergbau nur eine geringe Bedeutung gehabt zu haben, da der Ort als Waldhufendorf angelegt wurde, was auf die Landwirtschaft als wirtschaftliche Grundlage der Dorfgemeinschaft hinweist.
Die Erze wurden anfangs nur geseift, später errichtete man die Grube Segen-Gottes-Zeche und weitere kleinere Gruben. Der naheliegende Zechberg (792 m n.m.) erhielt seinen Namen durch diese Zeche. Gefördert wurde in diesen Bergwerken Silber, Eisenerz, Kupfer, Blei und Zink.

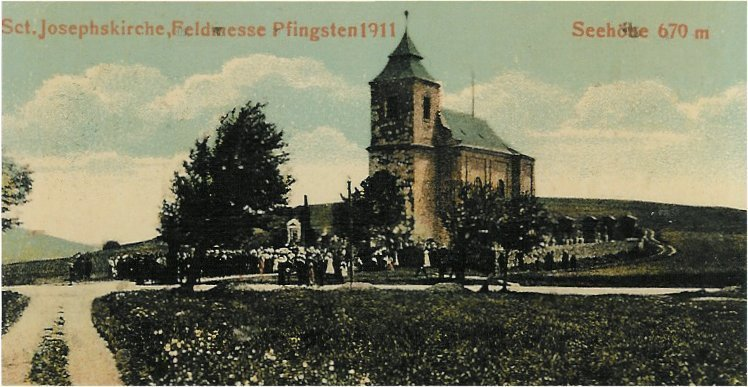
Die Kirche „St. Joseph“, die am 28. April 1975 vollständig abgerissen wurde.

1216 war Nollendorf ein Kirchdorf und gehörte zur Diakonat Bilin. Jungferndorf und Mittel-Tellnitz gehörten einst zur Pfarre Nollendorf. Die Herren von Lungwitz wurden 1310 Besitzer von Nollendorf, 1404 wurde Wenzel von Wartenberg durch einen Tausch Besitzer dieser Gemeinde.
Durch die Lage an der bekannten über den Nollendorfer Pass (672 m n.m.) führenden Salz- und Heerstraße von Sachsen nach Böhmen litt der Ort in Kriegszeiten wiederholt unter Truppendurchzügen. Nach den Verheerungen des Dreißigjährigen Krieges waren 1654 von den 35 Häusern 19 unbewohnt. Auch im Zuge der Schlacht bei Kulm wurden 1813 Teile des Ortes zerstört.
Für die bereits seit dem 18. Jahrhundert anwachsende Bevölkerung bot die Landwirtschaft nur begrenzte Erwerbsmöglichkeiten, so dass sich die Einwohner u. a. durch Weberei und Strickerei ihren Unterhalt verdienten. Die Männer arbeiteten zudem als Handwerker und Bauarbeiter oft in anderen Orten. Im Zuge der Industrialisierung zog in der zweiten Hälfte des 19. Jahrhunderts ein Teil der Bewohner zu den Arbeitsplätzen des aufblühenden nordböhmischen Braunkohlenbergbaus bzw. wanderte aus. Auch in den umliegenden Ortschaften wie Petrovice (Peterswald) und Tisá (Tissa) boten Industriebetriebe Beschäftigungsmöglichkeiten. Nollendorf gehörte bis zur Revolution von 1848/1849 im Kaisertum Österreich zur Allodial-Herrschaft Schönwald, zu der auch die Dörfer Schönwald, Peterswald, Neuhof, Antonstal, Jungferndorf, Böhmisch Kahn, Klein-Kahn und Tellnitz (Mitteltellnitz) gehörten. Verwaltungstechnisch bildete Nollendorf ab der Mitte des 19. Jahrhunderts eine Gemeinde im Gerichtsbezirk Karbitz bzw. im Bezirk Außig.
Zu Beginn des 20. Jahrhunderts gewann der Tourismus an Bedeutung. 1903 erfolgte die Fertigstellung der Reichsstraße Teplitz–Pirna, der alten Poststraße, welche durch den Ort führt. 1950 erfolgte die Eingemeindung nach Krásný Les.

### Einwohner- und Größenentwicklung
- 1654: 16 bewohnte und 19 wüste Häuser
- 1787: 72 bewohnte Häuser
- 1860: etwa 700 Einwohner
- 1880: 452 Einwohner, 96 bewohnte Häuser
- 1900: 84 Häuser
- 1907/08: 357 Einwohner, 84 Häuser
- 1939: 310 Einwohner in 84 Haushalten

## Bekanntheit
Bekannt wurde der Ort durch die Befreiungskriege und die Schlacht bei Kulm und Nollendorf am 30. August 1813. In diesen Zusammenhang sind in Berlin-Schöneberg der Nollendorfplatz und die Nollendorfstraße nach diesem Ort benannt.

## Sehenswürdigkeiten
Auf der Nollendorfer Höhe wurde 1913 anlässlich des 100. Jahrestages der Schlacht die Kaiserwarte (benannt nach Kaiser Franz Josef I. von Österreich) errichtet. Im Jahr 1923 hielt der 21 m hohe Aussichtsturm den neuen Namen Carl-Weis-Warte. Am 29. Januar 1944 stürzte der Turm während eines Schneesturmes ein, seine Überreste wurden nach 1950 abgetragen.
In Nakléřov endet die Erzgebirgische Skimagistrale Krušnohorská lyžařská magistrála, die im Westerzgebirge beginnt und über Cínovec und Komáří vížka (Mückentürmchen) führt.